# Ismael Urtubi Arostegi
Ismael Urtubi Arostegi, nascut el 24 de maig de 1961 a Muskiz (Biscaia), és un exjugador i entrenador de futbol. Ocupava la posició de migcampista.

## Trajectòria
Va jugar en l'Athletic Club de Bilbao des de la temporada 1982-83 fins a la temporada 1991-92. El seu debut en l'equip de San Mamés, no obstant això, va esdevenir en la temporada 1980-81 (Sporting de Gijón 1-Athletic 1, 2-11-1980), a les ordres d'Iñaki Sáez, quan encara pertanyia al Bilbao Athletic, filial de l'equip roig-i-blanc. Va ser dues vegades internacional amb Espanya i va disputar un partit amb Euskadi.

### El periple balear
Després del seu debut en l'Athletic en la lliga 1980-81, en 1981 va haver d'emigrar a les Illes Balears a complir el, en aquella època, servei militar obligatori. Va recalar cedit en el RCD Mallorca, llavors en la Segona Divisió. Urtubi va acabar la temporada 1981-82 cedit en el Margaritense, feble equip que estava lluitant en la Tercera Divisió balear per evitar el descens.

### Campions després de vint-i-set anys
Ismael Urtubi retornava a Bilbao per a instal·lar-se definitivament en la primera plantilla de l'Athletic Club. L'Athletic es va proclamar campió de lliga després de vint-i-set anys des de la consecució del seu últim títol, i Urtubi va acabar sent la revelació de la lliga espanyola. Va marcar, a més a més amb set gols.
La temporada següent, la 1983-84, l'Athletic va repetir el títol de Lliga, sent Urtubi de nou un dels màxims golejadors al marcar sis gols. Però el club biscaí no només es va conformar a revalidar la lliga si no que es va proclamar també campió de Copa, més de deu anys després del seu últim títol en la competició del KO. L'Athletic va aconseguir el doblet després d'imposar-se al FC Barcelona de Schuster i Maradona, una final que va posar fi a una batalla campal sobre el terreny de joc.

### El debut i l'adéu amb la selecció
Va ser convocat pel seleccionador espanyol Miguel Muñoz per a disputar un partit amb la selecció espanyola. En concret, per a un enfrontament de la fase classificatòria del Mundial 86 de Mèxic. La cita del seu debut era el 14 de novembre a Glasgow enfront Escòcia. Urtubi va ser dubte fins a l'últim moment per molèsties musculars, però al final va poder jugar de titular. Espanya va perdre tres a un, i Urtubi va sofrir una important lesió muscular en el minut 80 del partit. Després de la seva recuperació va tornar a la titularitat de l'Athletic. Miguel Muñoz el va tornar a convocar dos mesos i deu dies després per a un intranscendent amistós contra Finlàndia.
Aquella mateixa temporada l'Athletic perdia la final de la Copa del Rei davant l'Atlètic de Madrid per dos gols a un. Urtubi va esdevenir el protagonista de la jugada polèmica del partit que va permetre obrir el marcador. En l'equador del primer temps, l'àrbitre Miguel Pérez va interpretar com penal el gest d'Urtubi d'elevar els braços per a protegir la porteria. Urtubi cobria el pal del darrere de Zubizarreta en un corner botat per Landáburu. El baló va pegar en el travesser però Miguel Pérez assenyalà el punt de penal per mans d'Urtubi.
A la temporada 85/86, l'Athletic va acabar tercer en la Lliga i va arribar les semifinals en la Copa del Rei. Urtubi va marcar en la competició lliguera cinc gols, tots ells de penal. A l'any següent, amb Iribar a la banqueta, es va completar una temporada desconcertant, irregular i plagada de lesions musculars. Urtubi va ser deixat fora d'una convocatòria per motius tècnics per primera vegada en els seus sis anys del primer equip.
Al febrer de 1989, en un equip que no era capaç de confirmar el que prometia la temporada anterior, Ismael Urtubi, amb vint-i-set anys, va sofrir una gravíssima lesió en un partit de Copa del Rei enfront del Reial Valladolid. Va sofrir la triada: trencament del menisc extern i intern, i del lligament encreuat posterior del seu genoll esquerre.
A la temporada 1990-91, retorna per disputat altres 8 partits de Lliga amb l'Athletic. A l'any següent tan sols juga un encontre oficial, una eliminatòria de Copa davant el Deportivo Alavés, en la qual marca de penal.
Després del seu adéu de l'Athletic Club, Urtubi va jugar un parell d'anys en el Balmaseda de la Tercera Divisió, i es va acomiadar del futbol com a jugador en el Zalla, altre equip de categoria regional.

## Entrenador
Després de penjar les botes, ha dirigit a diversos equips, com el Gallarta, el Zuazo, el Somorrostro, el Castro, Zalla UC (ascens de Segona B), CD Mirandés, Athletic de Bilbao juvenil i de nou el Zalla.